# Liste der Kulturgüter in Niederried bei Interlaken
Die Liste der Kulturgüter in Niederried bei Interlaken enthält alle Objekte in der Gemeinde Niederried bei Interlaken im Kanton Bern, die gemäss der Haager Konvention zum Schutz von Kulturgut bei bewaffneten Konflikten, dem Bundesgesetz vom 20. Juni 2014 über den Schutz der Kulturgüter bei bewaffneten Konflikten sowie der Verordnung vom 29. Oktober 2014 über den Schutz der Kulturgüter bei bewaffneten Konflikten unter Schutz stehen.
Es sind weder A-Objekte noch B-Objekte auf dem Gemeindegebiet ausgewiesen, Objekte der Kategorie C fehlen zurzeit (Stand: 26. März 2024). Unter übrige Baudenkmäler sind Objekte zu finden, die im Bauinventar des Kantons Bern als «schützenswert» verzeichnet sind.

## Übrige Baudenkmäler
Hinweis: Als Objekt-Identifikator (ID) wird die Grundstücksnummer verwendet.
| ID      | Foto |                 | Objekt                       | Typ | Standort                            | Beschreibung |
| ------- | ---- | --------------- | ---------------------------- | --- | ----------------------------------- | ------------ |
| 79; 344 | BW   | Datei hochladen | Ehemaliges Bauernhaus (1732) | G   | Hauptstrasse 35, 37 637704 / 174296 |              |
| 176     | BW   | Datei hochladen | Kellerhaus (1687             | G   | Haltenstrasse 2a 637602 / 174269    |              |
| 176     | BW   | Datei hochladen | Ehemaliges Bauernhaus (1611) | G   | Hauptstrasse 23 637602 / 174269     |              |
| 356     | BW   | Datei hochladen | Ehemaliges Bauernhaus (1784) | G   | Hauptstrasse 8 637379 / 174024      |              |
| 388     | BW   | Datei hochladen | Huber-Haus (um 1840)         | G   | Ursisbalmweg 12 637170 / 173763     |              |
| 448     | BW   | Datei hochladen | Ehemaliges Bauernhaus (1611) | G   | Haltenstrasse 4 637604 / 174278     |              |
| 669     | BW   | Datei hochladen | Ofenhaus (19. Jh.)           | G   | Untere Gasse 7a 637617 / 174213     |              |

Hinweis zur Legende: Anstelle der KGS-Nummer wird als Objekt-Identifikator (ID) die Grundstücksnummer verwendet.